# Happy Ending (serie televisiva)
Happy Ending (hangeul: 해피 엔딩, latinizzazione riveduta: Haepi Ending) è una serie televisiva sudcoreana trasmessa su JTBC dal 23 aprile al 16 luglio 2012.

## Trama
Kim Doo-soo è un giornalista locale avventuroso e ottimista, che non rinuncia mai e ha fegato. A casa, è un padre dittatoriale e severo, incapace di relazionarsi con la sua famiglia, che si è pertanto divisa. Doo-soo la riunisce all'approssimarsi della propria morte.

## Personaggi
- Kim Doo-soo, interpretato da Choi Min-soo
- Yang Sun-ah, interpretata da Shim Hye-jin
- Hong Ae-ran, interpretata da Lee Seung-yeon e Kim Hae-rim (da giovane)
- Lee Tae-pyung, interpretato da Park Jung-chul
- Goo Seung-jae, interpretato da Kangta
- Kim Geum-ha, interpretata da So Yoo-jin
- Park Na-young, interpretata da So Yi-hyun
- Kim Eun-ha, interpretata da Kim So-eun
- Choi Dong-ha, interpretato da Yeon Joon-seok
- Padre di Doo-soo, interpretato da Choi Bool-am
- Park Na-ri, interpretata da Ha Seung-ri
- Lee Sung-hoon, interpretato da In Gyo-jin